# واویلف (دهانه)
واویلف یک دهانه برخوردی در ماه‌ است.

## دهانه‌های اقماری
این دهانه ۳ دهانه اقماری دارد.
| Vavilov | عرض جغرافیایی | طول جغرافیایی | قطر           |
| ------- | ------------- | ------------- | ------------- |
| P       | ۳.۴° S        | ۱۳۹.۶° W      | ۲۳.۰ کیلومتر  |
| K       | ۵.۲° S        | ۱۳۵.۵° W      | ۳۰.۰ کیلومتر  |
| D       | ۰.۱° S        | ۱۳۷.۱° W      | ۱۰۲.۰ کیلومتر |